# Wild Strawberry (ブランド)
Wild Strawberry(ワイルドストロベリー)は、かつて松村清秀がプロデュースし、株式会社エバーグリーンプロジェクトが展開していた、シルバーアクセサリーブランド、商標である。

## 沿革
Wild Strawberryデザイナー松村清秀が、カメラマンとしての仕事の傍ら、趣味でデザイン・制作し、タレント達にプレゼントしていたシルバーアクセサリーが評判となった事が設立のきっかけである。定番モデルのほか、小栗旬・森下千里・松田悟志ら多数の俳優・タレントのコラボモデルを展開した。（Wild Strawberryホームページ内、松村清秀プロフィールより）

## コラボレーション
もともと仲の良いタレントたちにプレゼントしていたことから、コラボレーションという形で、交流の深いタレントを中心として、それぞれのオリジナルモデルを展開していた。

### コラボタレント
- 小栗旬
- 松田悟志
- 萩野崇
- 森下千里
- 泉政行
- 唐橋充
- 吉川まあこ
- 塚本高史
- 大谷允保
- 城咲仁
- 相葉弘樹
- 斎藤工
- 徳山秀典
- 内山眞人
- 小谷嘉一
- 河合龍之介
- 中河内雅貴
- 関智一
- 浪川大輔
- 中村誠治郎
- 根本正勝
- 篠谷聖
- 張乙紘
- 寿里
- 椎名鯛造
- Luke.C
- 山本匠馬
- 鈴木拡樹
- 狩野英孝
- 彩冷える

（Wild Strawberryホームページより）